# Calycorectes acutatus
Calycorectes acutatus là một loài thực vật có hoa trong Họ Đào kim nương. Loài này được (Miq.) Toledo mô tả khoa học đầu tiên năm 1945.